# Paesi Bassi ai Giochi della XV Olimpiade
I  Paesi Bassi hanno partecipato ai Giochi della XV Olimpiade, svoltisi ad Helsinki, dal 19 luglio al 3 agosto 1952,  
con una delegazione di 104 atleti, di cui 26 donne, impegnati in 14 discipline,
aggiudicandosi 5 medaglie d'argento.

## Medagliere

### Per discipline
| Sport            | Oro | Argento | Bronzo | Totale |
| ---------------- | --- | ------- | ------ | ------ |
| Nuoto            | 0   | 3       | 0      | 3      |
| Atletica leggera | 0   | 1       | 0      | 1      |
| Hockey su prato  | 0   | 1       | 0      | 1      |
| Totale           | 0   | 5       | 0      | 5      |

### Medaglie
| Medaglia | Atleta | Sport            | Evento                                       |
| -------- | --- | ---------------- | -------------------------------------------- |
| Argento  | Bertha Brouwer | Atletica leggera | 200 metri piani femminili                    |
| Argento  | Lau Mulder Harry Derckx Han Drijver Jules Ancion Dick Loggere Eddy Tiel Wim van Heel Dick Esser Roepie Kruize André Boerstra Leo Wery | Hockey su prato  | Maschile                                     |
| Argento  | Johanna Termeulen | Nuoto            | 100 metri stile libero femminili             |
| Argento  | M.L. Linssen-Vaessen Koosje van Voorn Johanna Termeulen Irma Heijting-Schuhmacher                                                     | Nuoto            | Staffetta 4x100 metri stile libero femminile |
| Argento  | Geertje Wielema | Nuoto            | 100 metri dorso femminili                    |

## Risultati

### Calcio
| Atleta | Classifica |                        |
| --- | --- | ---------------------- |
| V · D · M Nazionale olimpica olandese · Calcio ai Giochi Olimpici Estivi 1952 1 Kraak · 2 Odenthal · 3 Alberts · 4 Wiertz · 5 Terlouw · 6 Biesbrouck · 7 van der Kuil · 8 Bennaars · 9 Hendriks · 10 Mommers · 11 Clavan · 12 de Jong · 13 van Schijndel · 14 van der Gijp · 15 van Roessel · 16 van Melis · 17 Landman · 18 van der Tuijn · CT : van der Leck | 17° |                        |
| Nazionale olimpica olandese · Calcio ai Giochi Olimpici Estivi 1952 | |                        |
| 1 Kraak · 2 Odenthal · 3 Alberts · 4 Wiertz · 5 Terlouw · 6 Biesbrouck · 7 van der Kuil · 8 Bennaars · 9 Hendriks · 10 Mommers · 11 Clavan · 12 de Jong · 13 van Schijndel · 14 van der Gijp · 15 van Roessel · 16 van Melis · 17 Landman · 18 van der Tuijn · CT: van der Leck                                                                                | 1 Kraak · 2 Odenthal · 3 Alberts · 4 Wiertz · 5 Terlouw · 6 Biesbrouck · 7 van der Kuil · 8 Bennaars · 9 Hendriks · 10 Mommers · 11 Clavan · 12 de Jong · 13 van Schijndel · 14 van der Gijp · 15 van Roessel · 16 van Melis · 17 Landman · 18 van der Tuijn · CT: van der Leck | Paesi Bassi (bandiera) |

### Pallanuoto
| Atleta | Classifica |                        |
| --- | --- | ---------------------- |
| V · D · M Nazionale maschile olandese di pallanuoto · Giochi olimpici - Helsinki 1952 van Gelder • Bijlsma • Korevaar • Braasem • Smol • van Feggelen • Cabout • de Gans • Finee • Luchs • Sievers · CT : Frans Kuijper | 5° |                        |
| Nazionale maschile olandese di pallanuoto · Giochi olimpici - Helsinki 1952 | |                        |
| van Gelder • Bijlsma • Korevaar • Braasem • Smol • van Feggelen • Cabout • de Gans • Finee • Luchs • Sievers · CT: Frans Kuijper                                                                                        | van Gelder • Bijlsma • Korevaar • Braasem • Smol • van Feggelen • Cabout • de Gans • Finee • Luchs • Sievers · CT: Frans Kuijper | Paesi Bassi (bandiera) |